# Västra Grysjön
Västra Grysjön är en sjö i Torsby kommun i Värmland och ingår i Göta älvs huvudavrinningsområde. Sjön är 7,6 meter djup, har en yta på 0,447 kvadratkilometer och befinner sig 330 meter över havet. Sjön avvattnas av vattendraget Värsjöbäcken.

## Delavrinningsområde
Västra Grysjön ingår i det delavrinningsområde (671975-136119) som SMHI kallar för Mynnar i Värsjön. Medelhöjden är 385 meter över havet och ytan är 13,32 kvadratkilometer. Det finns inga avrinningsområden uppströms utan avrinningsområdet är högsta punkten. Värsjöbäcken som avvattnar avrinningsområdet har biflödesordning 3, vilket innebär att vattnet flödar genom totalt 3 vattendrag innan det når havet efter 421 kilometer. Avrinningsområdet består mestadels av skog (61 procent) och sankmarker (34 procent). Avrinningsområdet har 0,45 kvadratkilometer vattenytor vilket ger det en sjöprocent på 3,4 procent.